# 노란 롤스 로이스
노란 롤스 로이스(The Yellow Rolls-Royce)는 영국에서 제작된 안소니 애스퀴스 감독의 1964년 드라마, 멜로/로맨스, 코미디 영화이다. 잉그리드 버그만 등이 주연으로 출연하였다.

## 출연

### 주연
- 잉그리드 버그만
- 렉스 해리슨

### 조연
- 셜리 맥클레인
- 잔느 모로
- 조지 C. 스콧

## 제작진
- 협력프로듀서: 로이 파킨슨
- 의상: 피에르 카딘
- 의상: 안토니오 카스틸로
- 의상: 진 코핀
- 의상: 에디스 헤드
- 의상: 안소니 멘들슨